# Willow Hand
Alexandra Hand (19 de diciembre de 1998), conocida profesionalente como Willow Hand, es una modelo estadounidense. Es conocida por haber abierto el evento de otoño/invierno de Prada a la edad de 16 años.

## Carrera
Fue descubierta a la edad de 12 años mientras ayudaba en la tienda de sus padres.
Su primer evento fue abriendo para Prada como exclusiva en otoño/invierno 2015 en la Milan Fashion Week. La semana siguiente, estuvo en la Paris Fashion Week desfilando para Miu Miu.
En 2015 fue nombrada por Elle Magazine una de las ocho estrellas en alza. También fue posicionada como una de las quince modelos estadounidenses a seguir.
Ha desfilado para Prada, Miu Miu, Gucci, Louis Vuitton, Anna Sui, Valentino,Chanel, Dolce and Gabbana, Fendi, Alexander McQueen, Vera Wang, Diane von Fürstenberg, Zac Posen, Tory Burch, Carolina Herrera, Prabal Gurung, John Galliano, Thakoon, Sonia Rykiel, Missoni, Oscar De La Renta, Tommy Hilfiger, Victoria Beckham, Chloé, Rochas, Jil Sander, Fausto Puglisi, Fay, Paco Rabanne, Maison Margiela, DSquared2, MSGM, Philosophy di Alberta Ferretti, Giambattista Valli, Roberto Cavalli, Francesco Scognamiglio, No 21,  Mary Katrantzou, Michael Kors, Rodarte y Topshop.
Ha hecho campañas para Prada, Anna Sui, Bottega Venetta, Zara, Benetton, Jill Stuart y Victoria's Secret Pink. Hand fue elegida por Free People como su musa y fue fotografiada para un catálogo.
Ha figurado en editoriales de Vogue Paris, Vogue Reino Unido, Vogue Italia, Teen Vogue, Vogue Rusia, Vogue Japón, Vogue Ucrania, Vogue China, Vogue México, Vogue España, Tailandia Tailandia, Allure, Russh, Garage, Dazed, Número Tokyo, entre otras.
Su aspecto ha sido comparado al de una princesa Disney.

## Vida personal
Desde noviembre de 2019 está comprometida con Josh Knight.